# Pływanie na Letnich Igrzyskach Olimpijskich Młodzieży 2010 – sztafeta 4 × 100 metrów stylem zmiennym dziewcząt
Zawody sztafet dziewcząt na dystansie 4x100 metrów stylem zmiennym w pływaniu na Letnich Igrzyskach Olimpijskich Młodzieży 2010 odbyły się 16 sierpnia w Singapore Sports School w Singapurze.

## Wyniki - finał
| Rk | Tor | Kraj              | Czas    | Uwagi |
| -- | --- | ----------------- | ------- | ----- |
|    | 4   | Australia         | 4:09.68 |       |
|    | 3   | Rosja             | 4:11.07 |       |
|    | 5   | Niemcy            | 4:11.76 |       |
| 4  | 2   | Kanada            | 4:16.72 |       |
| 5  | 7   | Japonia           | 4:16.80 |       |
| 6  | 1   | Południowa Afryka | 4:23.52 |       |
| 7  | 8   | Brazylia          | 4:24.62 |       |
| -  | 6   | Chiny             | -       | DSQ   |